# Titularerzbistum Mopsuestia
Mopsuestia ist ein Titularerzbistum der römisch-katholischen Kirche. 
Es geht zurück auf einen untergegangenen Bischofssitz in der antiken Stadt Mopsuestia in der kleinasiatischen Landschaft Kilikien. 
| Titularerzbischöfe von Mopsuestia |                                      |                                                    |                 |                    |
| Nr.                               | Name                                 | Amt                                                | von             | bis                |
| 1                                 | Manoel da Silva Gomes                | Weihbischof in Ceará (Brasilien)                   | 11. April 1911  | 16. September 1912 |
| 2                                 | Giacomo Richardo Vilanova y Meléndez | Weihbischof in San Salvador (El Salvador)          | 1. August 1913  | 3. Juli 1914       |
| 3                                 | Gustave-Charles-Marie Mutel MEP      | emeritierter Apostolischer Vikar von Korea (Korea) | 31. Januar 1923 | 11. Januar 1926    |
| 4                                 | Joseph Gotthardt OMI                 | Apostolischer Vikar von Windhoek (Namibia)         | 11. Mai 1926    | 3. August 1963     |